# 桂嵐斗
桂 嵐斗（かつら らんと、2001年2月15日 - ）は、長崎県出身の、日本の柔道選手。階級は66 kg級。身長169 cm。組み手は右組み。血液型はA型。得意技は内股。尊敬する柔道家は長崎日大高校の先輩でもある永瀬貴規だと語っている。

## 経歴
柔道は3歳の時に始めた。養心館少年柔道部に所属していた小学校5年の時に全国小学生学年別柔道大会の45kg級で5位、6年の時には50kg級で3位になった。長崎日大中学へ進むと、2年の時には全国中学校柔道大会55kg級で5位だったものの、3年の時には優勝を果たした。長崎日大高校へ進むと、1年の時には全国高校選手権66kg級に出場するが3回戦で敗れた。2年の時には全日本カデで優勝した。17歳以下の世界一を決める世界カデでは準決勝まで1試合を除いて全て一本勝ちすると、決勝でもブルガリアのマルク・フリストフから技あり2つを取って優勝を飾った。団体戦では準々決勝のジョージア戦でミヘイリ・バフバハシビリと対戦すると、技ありを先取しながら逆転の一本負けを喫すると、チームも4－4ながらポイント差で敗れて3位に終わった。全国高校選手権では初戦で敗れた。3年の時にはインターハイの決勝で全国高校選手権を2連覇した埼玉栄高校3年の西願寺哲平を破って優勝を飾った。
2019年には日本大学へ進学した。1年の時には東アジア選手権で3位だった。ユニバーシアードでは準決勝まで全て一本勝ちするも、決勝でモルドバのデニス・ビエルに小外刈の技ありで敗れて2位にとどまった。団体戦では3位にとどまった。

## 戦績
- 2011年 -　全国小学生学年別柔道大会　5位(45kg級)
- 2012年 -　全国小学生学年別柔道大会　3位(50kg級)
- 2014年 -　全国中学校柔道大会　5位(55kg級)
- 2015年 -　全国中学校柔道大会　優勝(55kg級)

66kg級での戦績
- 2017年 -　全日本カデ　優勝
- 2017年 -　ポーランドカデ国際　2位
- 2017年 -　世界カデ　個人戦　優勝　団体戦　3位
- 2018年 -　インターハイ 優勝
- 2018年 -　エクサンプロバンスジュニア国際　優勝
- 2019年 - 東アジア選手権　3位
- 2019年 - ユニバーシアード　個人戦　2位　団体戦　3位
- 2019年 - 全日本ジュニア　3位
- 2022年 -　学生体重別　3位

(出典、JudoInside.com)